# Hayesomyia trina
Hayesomyia trina är en tvåvingeart som beskrevs av Cheng och Wang 2006. Hayesomyia trina ingår i släktet Hayesomyia och familjen fjädermyggor. Inga underarter finns listade i Catalogue of Life.